# Фотієва схизма
Фотієва схизма — церковний розкол між константинопольською патріархією і папством, що тривав з 863 з 867 рік. Патріархію в цей час очолював патріарх Фотій (858–867, 877–886), папою був Миколай I (858–867). Вважається, що хоча формальним приводом до розколу стало питання про законність обрання Фотія на патріарший престол, глибинна причина розколу лежала в бажанні папи поширити свій вплив на єпархії Балканського півострова, що викликало опір з боку Візантії. Також з часом посилювався особистий конфлікт між двома ієрархами.
До середини IX століття візантійська церква вже тривалий час перебувала у стані внутрішнього конфлікту. Боротьба між прихильниками і супротивниками іконошанування завершилася в 843 році поразкою іконоборців, але в переможній церковній партії не вщухала боротьба консервативного та ліберального напрямів. У боротьбі за владу між імператором Михайлом III (842–867) і його матір'ю Феодорою що представляла консерваторів, патріарх Ігнатій (847–858, 867–877) став на бік імператриці й був позбавлений влади. Його наступником, якого підтримали церковні лібералами, став чиновник і вчений Фотій, який до цього не належав до духовенства. Хоча зведення в патріархи з мирян раніше в церковній історії траплялося, прихильники поваленого Ігнатія оголосили обрання Фотія незаконним і звернулися до папи. Папа Миколай I, який скористався цією ситуацією для затвердження догмата про примат єпископа Риму, спробував виступити як верховний арбітр у цьому спорі, відмовляючи Фотію у визнанні його патріархом. До 867 року Микола і Фотій відлучили один одного від церкви. Тим не менш, патріарх що користувався підтримкою Михаїла перебував при владі до тих пір, поки в результаті державного перевороту імператором у 867 році не став Василій I Македонянин (867–886), після чого Фотій був позбавлений влади, а Ігнатій відновлений як патріарх.
Після смерті Ігнатія в 877 році Фотій повернув собі патріарший престол, а Четвертий Константинопольський собор (869–870) остаточно завершив розкол. Хоча причини «фотієвої схизми» лежали переважно в площині церковного права, питання про філіокве, підняте при засудженні папи Фотієм, продовжувало залишатися основною розбіжністю між церквами Сходу і Заходу християнського світу, привівши до Великого розколу 1054 року.